# تکیده‌دم‌تباران
تکیده‌دُم‌تباران یا تکیده‌مودُم‌تباران (به لاتین: Theclini) تباری از پروانه‌ها از خانواده گرگ‌پروانگان هستند. از آنجایی که همه تکیده‌دمیان به تبارهایی اختصاص داده نشده‌اند، این فهرست سرده‌ها در حال پیشرفت است.